# Энкомьенда

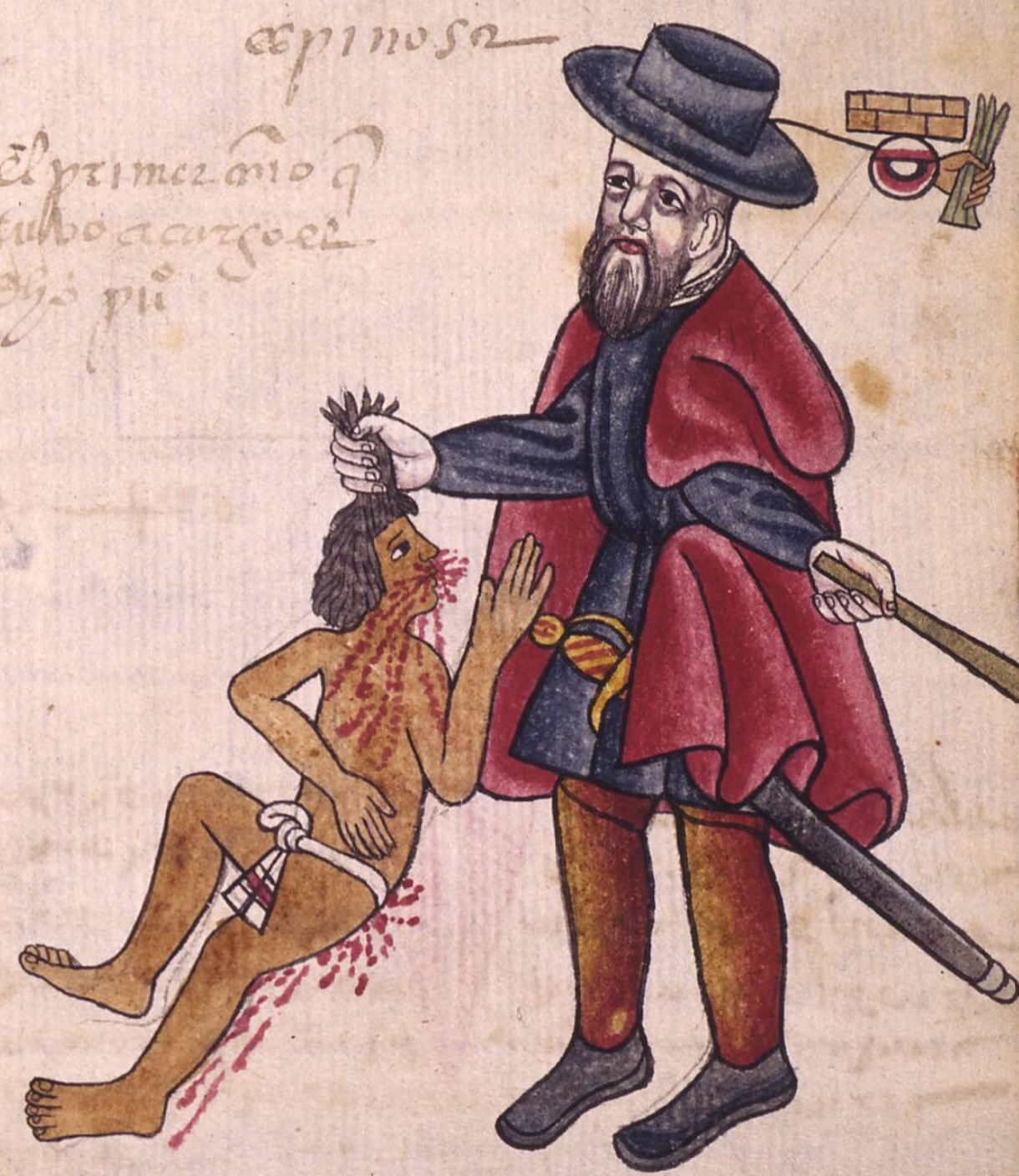
Иллюстрация из Кодекса Кингсборо: энкомендеро (помещик) наказывает индейца

Энкомье́нда (исп. encomienda — попечение, защита, покровительство, от исп. encomendar — поручать, доверять) — форма зависимости населения испанских колоний от колонизаторов. Введена в 1503 году. Отменена в XVIII веке.
Местные жители «поручались» энкомендеро (поручителю) и обязаны были платить налог и выполнять повинность (работа на рудниках). Изначально энкомьенда предполагала ряд мер, которые должны были проводиться колонистами, по обращению индейцев в христианство и приобщению их к европейской культуре. Однако в ходе воплощения в жизнь она почти повсеместно выродилась в крепостное право. Уже в 1510 году доминиканские миссионеры начали протестовать против злоупотреблений в отношении местных жителей.